# Cro-Mags
I Cro-Mags sono una band hardcore punk statunitense proveniente da New York, USA. Il gruppo, oltre ad essere uno dei fondatori del New York hardcore, è stato uno dei pionieri nel campo del punk metal avendo per primo creato un genere a sé mescolando l'hardcore punk con il thrash metal. È anche noto per essere uno dei primi gruppi hardcore collegati al movimento religioso Hare Krishna.

## Storia
La band ha avuto diverse fasi musicali e moltissime formazioni. I primi lavori, soprattutto l'album del 1986 The Age Of Quarrel, esprimevano sonorità tipicamente hardcore nello specifico stile newyorchese. In seguito la band, come altre del panorama hardcore del periodo, modificò il proprio stile evidenziando palesi influenze heavy metal ed in particolare thrash metal con l'album del 1989 Best Wishes. Quest'ultimo lavoro non venne apprezzato dai loro fan del periodo e, sebbene oggi è ritenuto molto lungimirante essendo uno dei primi dischi che esprimono sonorità sia hardcore che metal, si rivelò un flop e causò un vero e proprio terremoto all'interno della band.
Nel 1992 infatti, con l'abbandono del compositore Kevin "Parris" Mayhew ed il ritorno del cantante John Joseph, la band pubblicò l'album Alpha Omega, con cui tornò verso le sonorità che l'avevano resa abbastanza popolare nel circuito underground americano. Il disco successivo (Near Death Experience del 1993) si collocò musicalmente sulla stessa scia del precedente.
Tuttavia da quel momento il gruppo entrò in una fase di quasi totale abbandono e di totale assenza dalle sale di incisione, che durò fino al 2000 quando pubblicò l'album Revenge (con cui i Cro-Mags mischiavano l'hardcore degli anni ottanta con le sonorità punk rock più melodiche tipiche degli anni novanta), salvo poi rientrare in una fase di quasi totale quiescenza determinata dalle mai sopite tensioni tra i membri della band e tra Kevin "Parris" Mayhew e Harley Flanagan in particolare.

## Discografia
- 1986 - The Age of Quarrel
- 1989 - Best Wishes
- 1992 - Alpha-Omega
- 1993 - Near Death Experience
- 1994 - Hard Times in an Age of Quarrel
- 2000 - Revenge

## Formazioni

### 1982-1984
- Eric Casanova - voce
- Harley Flanagan - basso
- Kevin "Parris" Mayhew - chitarra
- Dave Hahn - batteria

### 1984-1985
- John Joseph - voce
- Harley Flanagan - basso
- Kevin "Parris" Mayhew - chitarra
- Mackie Jayson - batteria

### 1985-1986
- John Joseph - voce
- Harley Flanagan - basso
- Kevin "Parris" Mayhew - chitarra
- Doug Holland - chitarra
- Mackie Jayson - batteria

### 1986-1987
- John Joseph - voce
- Harley Flanagan - basso
- Kevin "Parris" Mayhew - chitarra
- Doug Holland - chitarra
- Pete Hines - batteria

### 1988-1989
- Harley Flanagan - voce, basso
- Kevin "Parris" Mayhew - chitarra
- Doug Holland - chitarra
- Pete Hines - batteria

### 1989-1991
- Harley Flanagan - voce, basso
- Kevin "Parris" Mayhew - chitarra
- Rob Buckley - chitarra
- Dave DiCenso - batteria

### 1991-1993
- John Joseph - voce
- Harley Flanagan - basso
- Doug Holland - chitarra
- Gabby Abularach - chitarra
- Dave Dicenso - batteria

### 1993-1995
- John Joseph - voce
- Rob Buckley - basso
- Gabby Abularach - chitarra
- Dave Dicenso - batteria

### 1996-1999
- John Joseph - voce
- Craig Setari - basso
- Doug Holland - chitarra
- Scott Roberts - chitarra
- Mackie Jayson - batteria

### 1999-2001
- Harley Flanagan - basso, voce
- Kevin "Parris" Mayhew - chitarra
- Rocky George - chitarra
- Dave Dicenso - batteria

### 2001
- Harley Flanagan - basso, voce
- Kevin "Parris" Mayhew - chitarra
- Rob Buckley - chitarra
- Dave Dicenso - batteria

### 2002
- John Joseph - voce
- Harley Flanagan - basso
- Rocky George - chitarra
- Gary Sullivan - batteria

### 2002-2003
- John Joseph - voce
- Franklin Rhi - basso
- A.J. Novello - chitarra
- Rocky George - chitarra
- Gary Sullivan - batteria

### 2019-oggi
- Harley Flanagan – basso, (1981–1996, 1999–2002, 2019–oggi) voce (1987–1996, 1992–2002, 2019–oggi)
- Gabby Abularach – chitarra ritmica (1991–1995, 2019–oggi)
- Rocky George - Chitarra solista (1999–2001, 2002–2003, 2019–oggi)
- Garry "G-Man" Sullivan – batteria (1999-2001, 2002–2003, 2019–oggi)